# 살인자 (영화)
《살인자》(Murderer)는 2014년에 개봉한 대한민국의 영화이다.

## 캐스팅
- 마동석 : 임주협 역 - 본 작의 메인 남주인공이자 메인 빌런 및 최종 보스.
- 안도규 : 임용호 역 - 본 작의 선역 남주인공.
- 김현수 : 지수 역 - 본 작의 선역 여주인공.
- 김민서 : 미희 역
- 김혜나 : 지수 모 역
- 황은수 : 용호 모 역
- 최다엘 : 태진 역
- 류성현 : 태진 부 역
- 박수빈 : 지수 부 내연녀 역
- 노진영 : 용호 모 내연남 역
- 김주환 : 낚시터 남 역
- 장린아 : 낚시터 여 역
- 이희석 : 미희 남편 역
- 신승후 : 미희 아들 역
- 박진우 : 태진무리 1 역
- 이석진 : 태진무리 2 역
- 차성호 : 태진무리 3 역
- 노강민 : 연날리는 남자아이 역
- 강서연 : 연날리는 여자아이 역
- 이채윤 : 어린 지수 역
- 김윤서 : 어린 용호 역
- 황빛환비 : 지수 부 딸 역
- 김창희 : 마을주민 1 역
- 김주남 : 마을주민 2 역
- 이목원 : 마을주민 3 역
- 이기욱 : 택시기사 (목소리) 역
- 김영민 : 지수 부 역 (우정출연)
- 최권 : 청년 역 (우정출연)